# اندیس کمادرن
کمادرن یک اندیس فلزی است که در حوالی شهر خانه خاتون استان کرمان قرار دارد و مادهٔ معدنی موجود در آن، مس است.سنگ میزبان این اندیس آندزیت است و دیرینگی آن به دوران ترشیری می‌رسد. در این اندیس، پاراژنز‌های مالاکیت ، کوارتز یافت می‌شوند.